# Kilomètre cube
Le kilomètre cube (symbole km3) est une unité de mesure de volume. Elle correspond à un cube de un kilomètre d'arête.
1 km3 = 109 m3 = 1 000 000 000 m3
Exemple
Les eaux douces (sous forme de glaces polaires essentiellement), les océans et les mers qui forment l'essentiel de l'hydrosphère contiennent selon les estimations entre 1 385 990 800 km3 et 1,5 milliard de km3 d'eau. Un volume qui parait infime par rapport à celui du globe terrestre (1 098 milliards de km3), soit 0,13 % du volume du globe. Et bien moins que le volume total de l'atmosphère.
Le kilomètre cube est utilisé en astronomie pour mesurer le volume des planètes.